# اوا کلنوا
اوا کلنوا (انگلیسی: Eva Kolenová؛ زادهٔ ۱ مهٔ ۱۹۸۵) بازیکن فوتبال اهل اسلواکی است.
وی همچنین در تیم ملی فوتبال Slovakia بازی کرده‌است.